# Herbert Baker

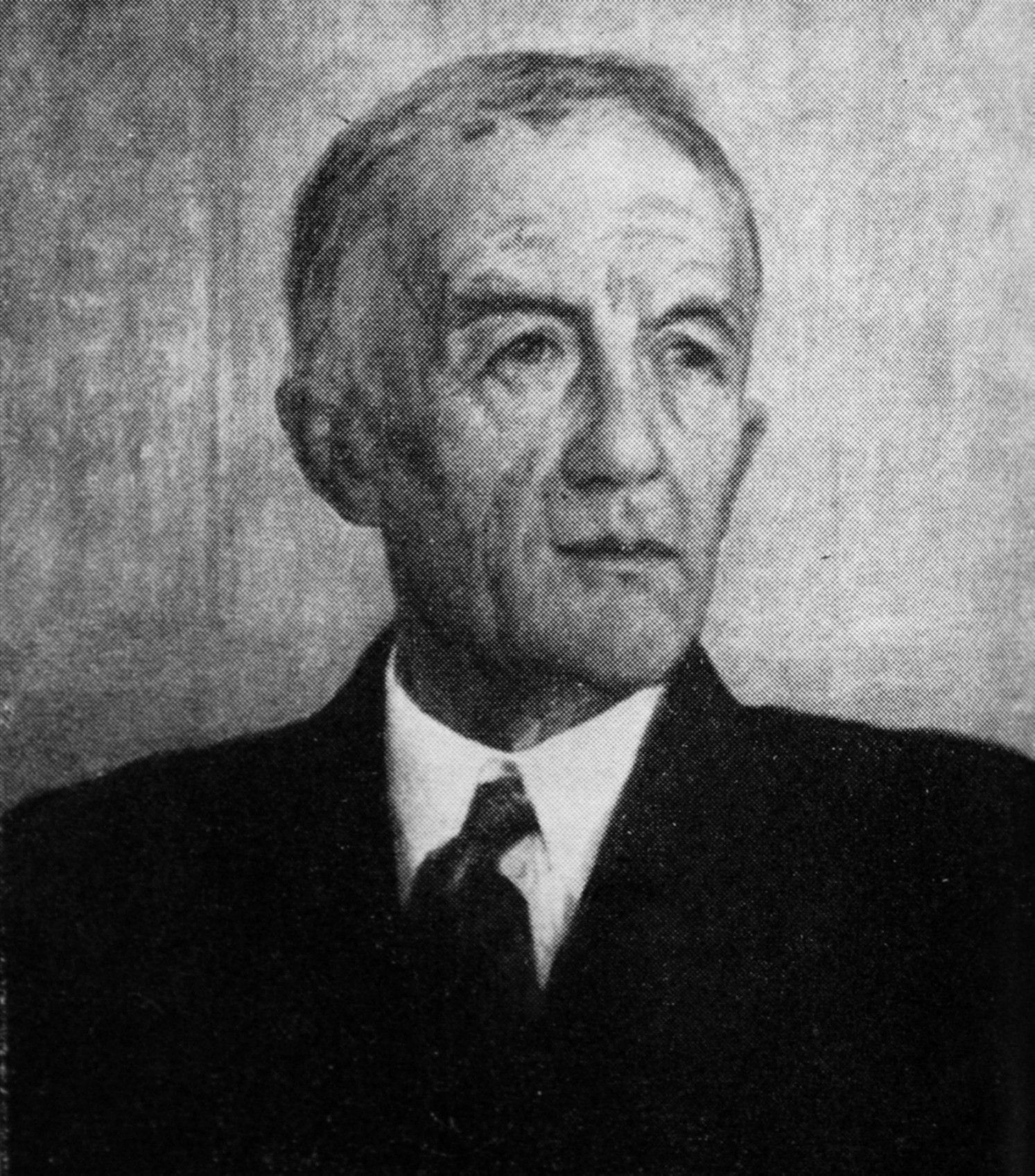
Herbert Baker

Sir Herbert Baker RA (* 9. Juni 1862 in Cobham (Kent), England; † 4. Februar 1946 in Cobham) war ein britischer Architekt und Stadtplaner, er wird als der „Architekt von Südafrika“ bezeichnet. Seine letzte Ruhestätte befindet sich in der Westminster Abbey.

## Leben

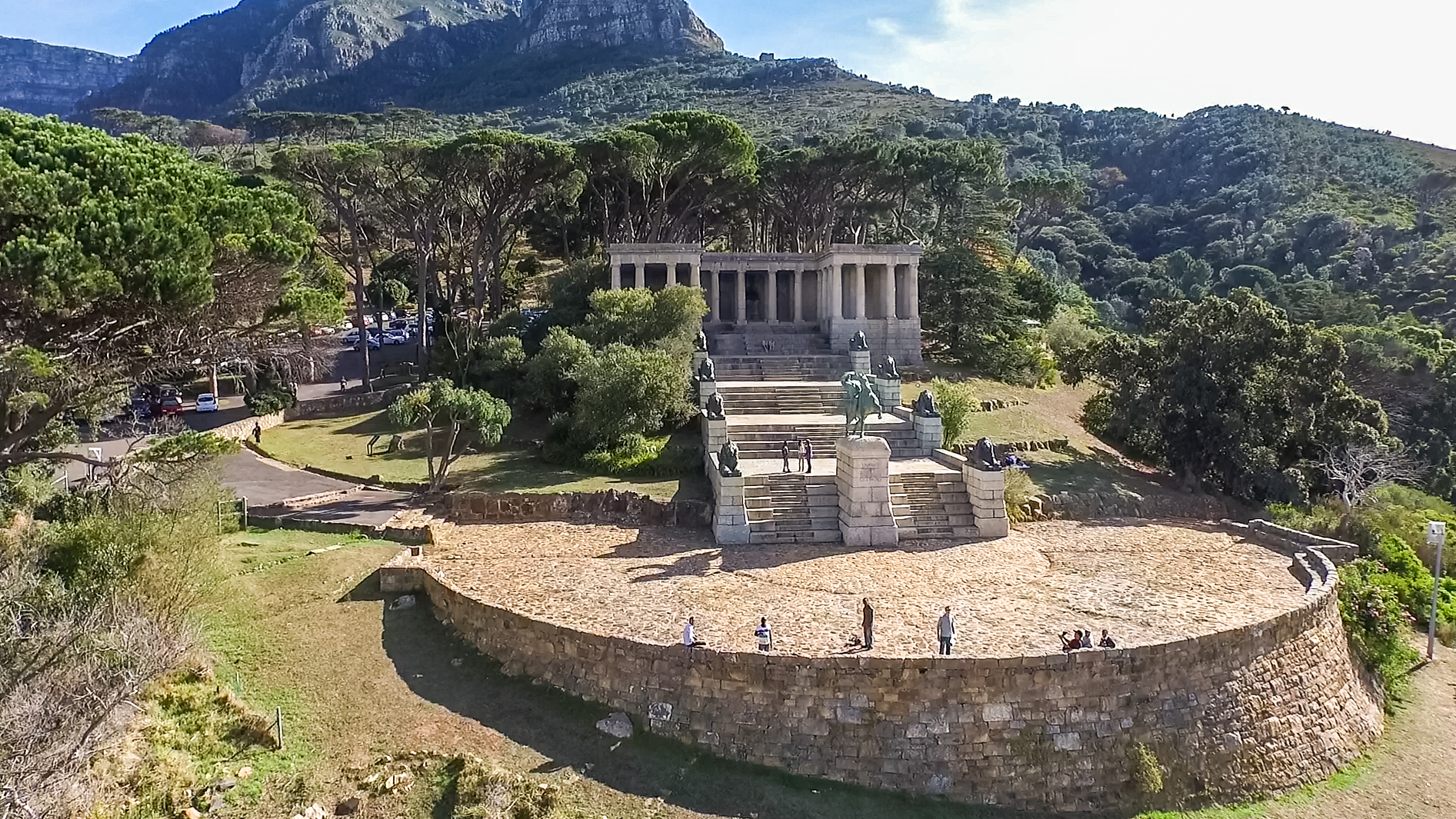
Das Rhodes Memorial in Kapstadt

Seine Ausbildung zum Architekten begann er im Büro seines Cousins Arthur Baker. Danach begann er sein Studium an der Royal Academy School für Architektur und trat gleichzeitig in das Architektenbüro von Sir Ernest George ein und arbeitete einige Jahre als dessen Assistant. In dieser Zeit lernte er Edwin Lutyens kennen, der gleichfalls bei Ernest Georg als Schüler praktizierte. Später wurde er Mitglied im Königlichen Institut für Britische Architektur (R.I.B.A.) und errang dort 1890 Preise und Anerkennung.
1892 reiste er nach Südafrika. Sein Bruder, den er besuchen wollte, war jedoch zu dieser Zeit mit dem Bau seiner eigenen Farm stark beschäftigt und so nutzte Baker die Gelegenheit, durch das Land zu reisen. Er studierte den holländisch geprägten Baustil, der durch die ehemaligen Kolonialherren vorherrschte, und begann sich hierbei für das Bauen mit Sandstein zu interessieren. Er übernahm einige Sanierungsaufträge für Kolonialhäuser, um somit Erfahrungen im Umgang mit den dortigen Sandsteinsorten zu sammeln.
Mit seinem Freund und Gönner Cecil John Rhodes begann er mit der Renaissance der alten kolonialen Traditionen in der Architektur und der Handwerkskunst. Im Auftrag von Rhodes erbaute er in Pretoria den neuen Amtssitz des Präsidenten von Südafrika. Auf dem Devil’s Peak in Kapstadt entstand bis 1912 nach Bakers Entwürfen das Rhodes Memorial, ein Denkmalensemble mit Plastiken von George Frederic Watts und John Macallan Swan. Durch die finanzielle Unterstützung von Rhodes konnte Baker mehrere Studienfahrten nach Ägypten und Südeuropa durchführen.
Er verließ 1912 Südafrika und siedelte nach Indien über. 1913 erhielt das Angebot, das Gebäude der gesetzgebenden Versammlung in Neu-Delhi zu entwerfen. Er folgte diesem Ruf und wurde einer der Miterbauer und Architekten von Neu-Delhi, hier arbeitete er mit dem in der Zwischenzeit bekannt gewordenen Architekten Sir Edwin Lutyens zusammen, den er bereits aus seinen Studienjahren kannte. Nach Abschluss seiner Tätigkeit in Neu-Delhi kehrte Baker nach London zurück und wurde 1926 als Knight Bachelor („Sir“) in den persönlichen Adelsstand erhoben.
Auf Einladung von Edward Grigg, dem damaligen britischen Gouverneur von Kenia, weilte Baker 1925 in der Kronkolonie und Protektorat Kenia. In der Folge dieses Zusammentreffens entstanden hier einige öffentliche Bauten nach seinen Entwürfen.
Nach dem Ersten Weltkrieg wurde Baker durch die damalige „Königliche War Graves Commission“ (jetzt Commonwealth War Graves Commission) zum Leitenden Architekt für die Erbauung von Kriegsgräberstätten in Flandern und England berufen. Die Verwendung des Sandsteines, die er in Südafrika erlernt hatte, spiegelt sich in seinen Ausführungen der Kriegsgräberstätten immer wider und der Sandstein wurde das markante Merkmal der Soldatenfriedhöfe.
Als weitere Ehrung erhielt er 1927 von der Königlichen Akademie für Architektur die Goldmedaille für Architektur und wurde zum Ehrendoktor der Universitäten von Witwatersrand und Oxford ernannt. 1930 wurde er als Knight Commander in den Order of the Indian Empire (KCIE) aufgenommen.

## Bauwerke (Auswahl)
Unter seiner Leitung und auf der Grundlage seiner Entwürfe entstanden in Südafrika sowie in Britisch-Ostafrika, England, Belgien und Indien mehrere architektonisch herausragende Gebäude. Für sein Wirken in Südafrika wurde ihm das Attribut „Architekt von Südafrika“ zugewiesen. Allein in Transvaal wurden nach Entwürfen von Herbert Baker über 300 Bauten errichtet.

### Bauwerke in Britisch-Ostafrika (Kenia)
- Government House Nairobi, später das State House, der Präsidentensitz in Nairobi (zusammen mit Jan Hoogterp)[2]
- Kenya Railways Headquarters in Nairobi (1924–1927)[3]
- Nairobi European School auf dem Nairobi Hill in Nairobi (eröffnet 1928)[4]
- Indian High School in Nairobi (zusammen mit Jan Hoogterp, 1929)[5][6]
- Prince of Wales School, auch Kabete Boys Secondary School, in Kabete (1929–1931)[7][8][9]

### Arbeiten in Südafrika

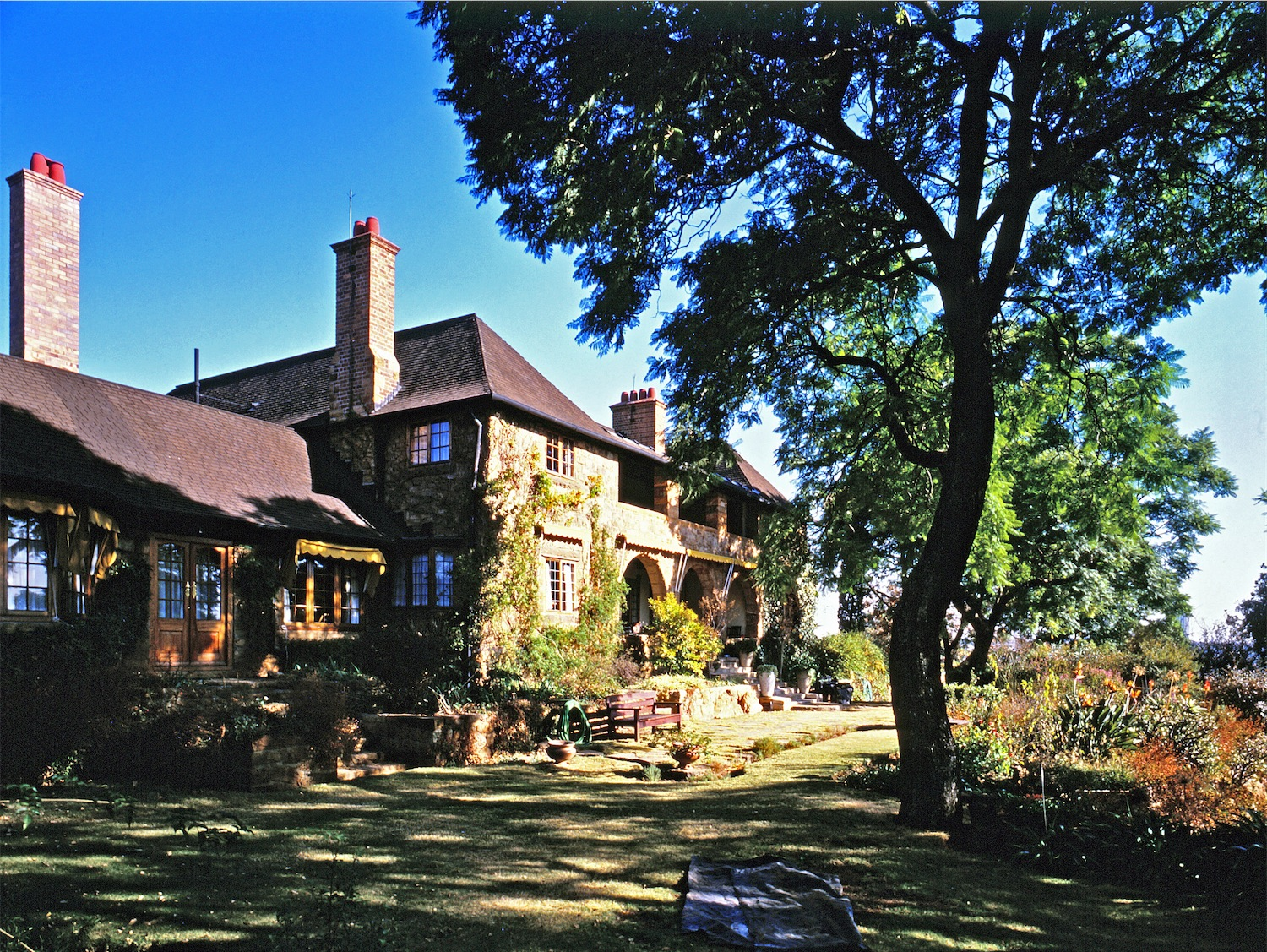
Bakers Wohnhaus in Johannesburg

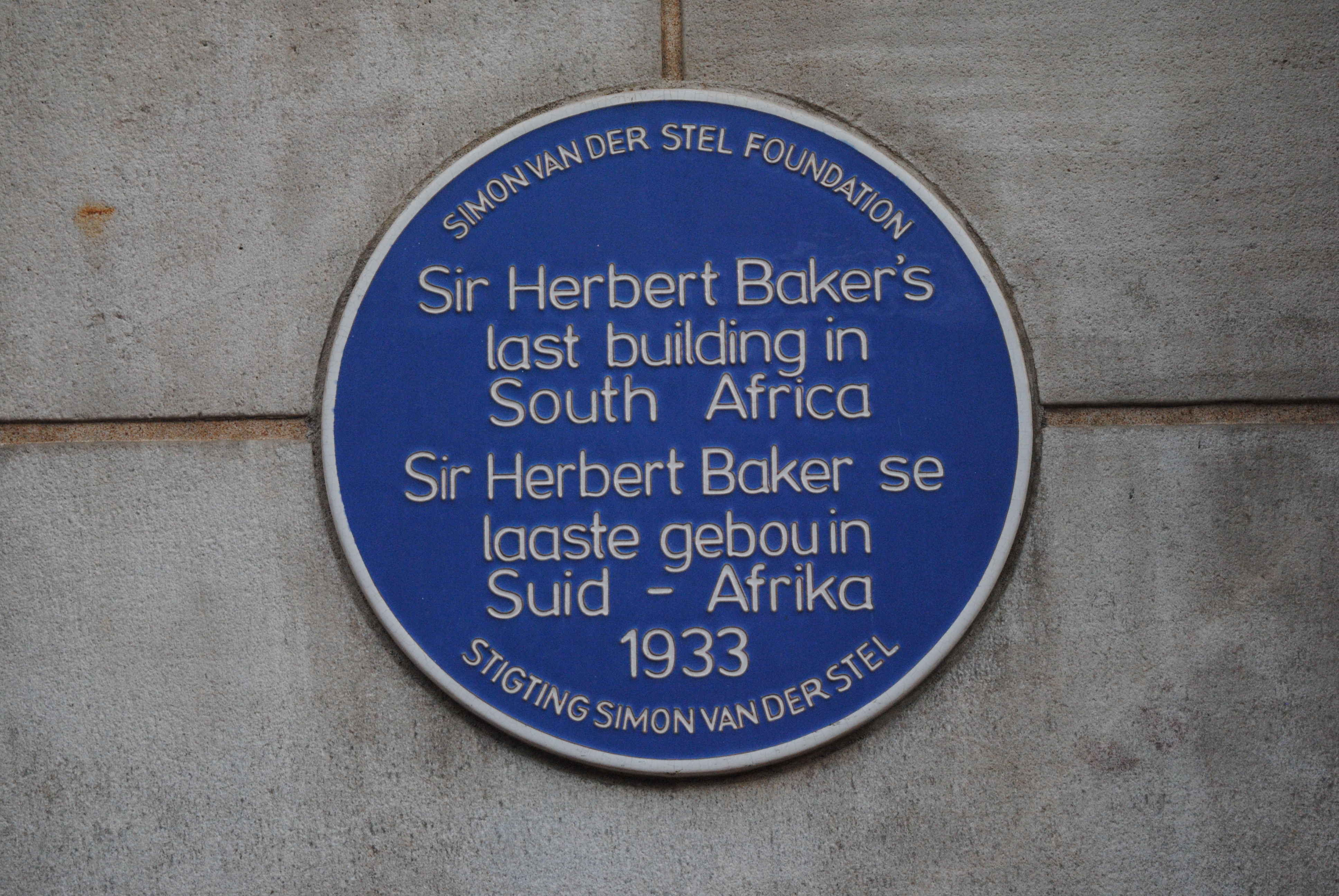

- Union Buildings in Pretoria (Verwaltungshauptstadt von Südafrika)
- Sanierungsarbeiten an den Kathedralen von Kapstadt und Pretoria
- Mehrere Hochschulen und Schulgebäude in Südafrika, z. B. von der Rhodes University in Grahamstown
- South African Institute for Medical Research in Johannesburg (zusammen mit Frank Fleming von 1913)[10]
- Gebäude des Transvaal Meteorological Department, darunter das Union-Observatorium[11]
- Stadtbebauungsentwürfe für Ortschaften in den Bergbauregionen, z. B. Boksburg
- Stadtplanungsarbeiten für Durban, Pietermaritzburg, Johannesburg und Pretoria
- Hauptbahnhof in Pretoria (Pretoria Station)
- Das Denkmal für Gefallene in Kimberley (The Honoured Dead Memorial[12])
- Das Stonehouse, Bakers eigenes Wohngebäude im Stadtteil Parktown von Johannesburg[13]

### Bauwerke in Südrhodesien (Simbabwe)
- Anglikanische Kathedrale St. Mary and All Saints in Salisbury, heute Harare (1913–1914, Turmbau erst 1955)[14]

### Arbeiten in England
- Sir Philip Sassoon’s House in Lympne,
- Sanierungsarbeiten am Chilham Castle in Kent,
- Kriegsdenkmale in Canterbury, Winchester und an der Harrow School,
- Erweiterungsbau der Bank of England,
- Botschaftsneubauten India House und South Africa House in London,
- Chiswick Bridge über die Themse,
- Rhodes House in Oxford,
- Church House in Westminster (London).

### Bauwerke in Neu-Delhi (Indien)
- Viceroy’s Dome, Sitz des Vizekönigs von Indien, seit 1950 Gebäude des Indischen Staatspräsidenten (Rashtrapati Bhavan)
- Ministerialbauten
- Gebäude für die gesetzgebende Versammlung (Sansad Bhavan)
- Rathäuser und Gemeindehäuser

### Kriegsgräberstätte
Die größte und bekannteste, von Baker erbaute, Kriegsgräberstätte der CWGC ist „Tyne Cot Memorial“. Sie wurde 1927 auf einem Soldatenfriedhof aus den Schlachten vor Ypern (Belgien) errichtet. Sein Nachfolger als Leitender Architekt für die Erbauung von Kriegsgräberstätten in Europa wurde Sir Philip Dalton Hepworth, welcher auch den Baustil von Baker übernahm und gleichfalls als Baumaterial den Sandkalkstein bevorzugte.

## Galerie einiger Werke außerhalb Südafrikas

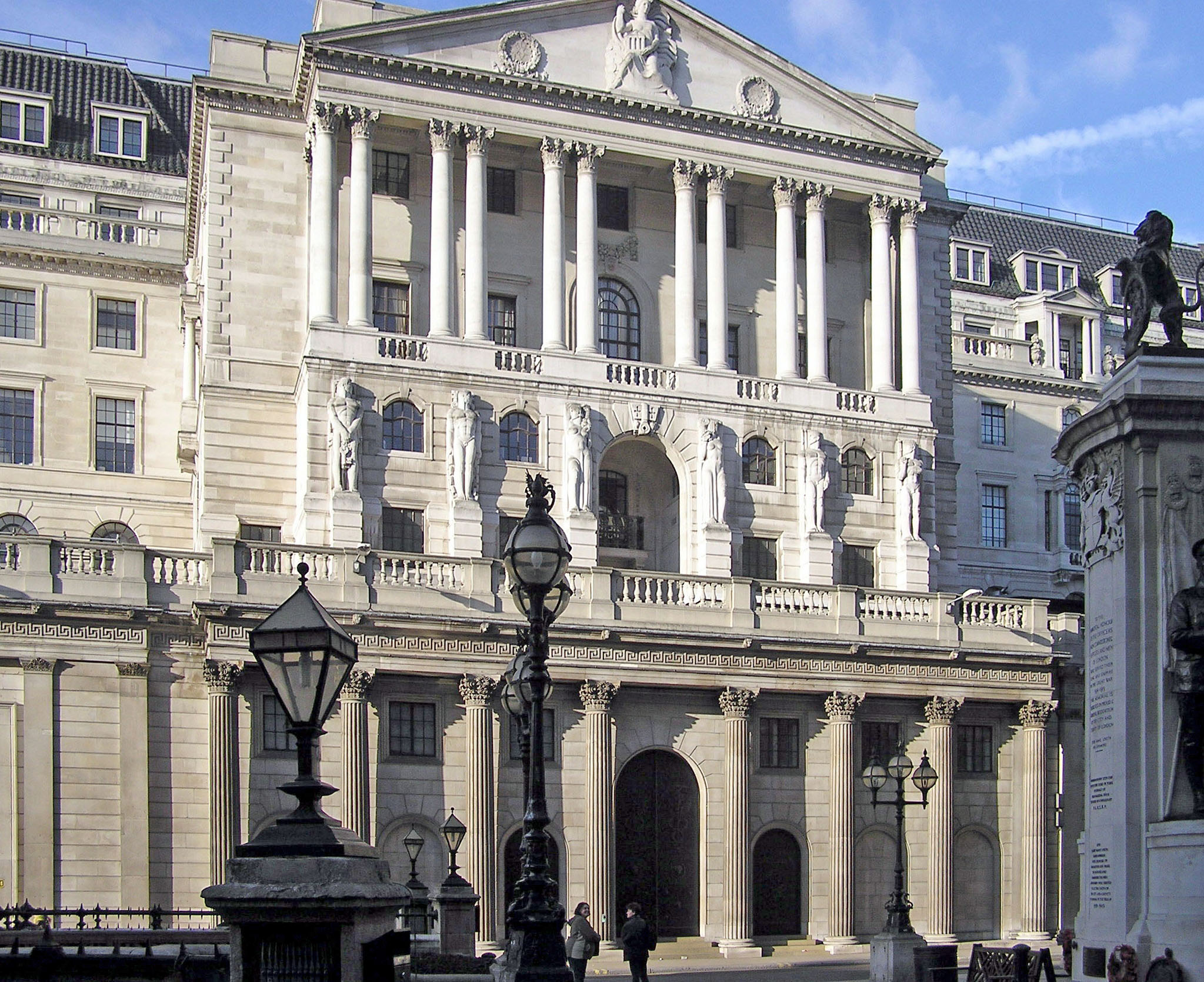
Gebäude der Bank of England
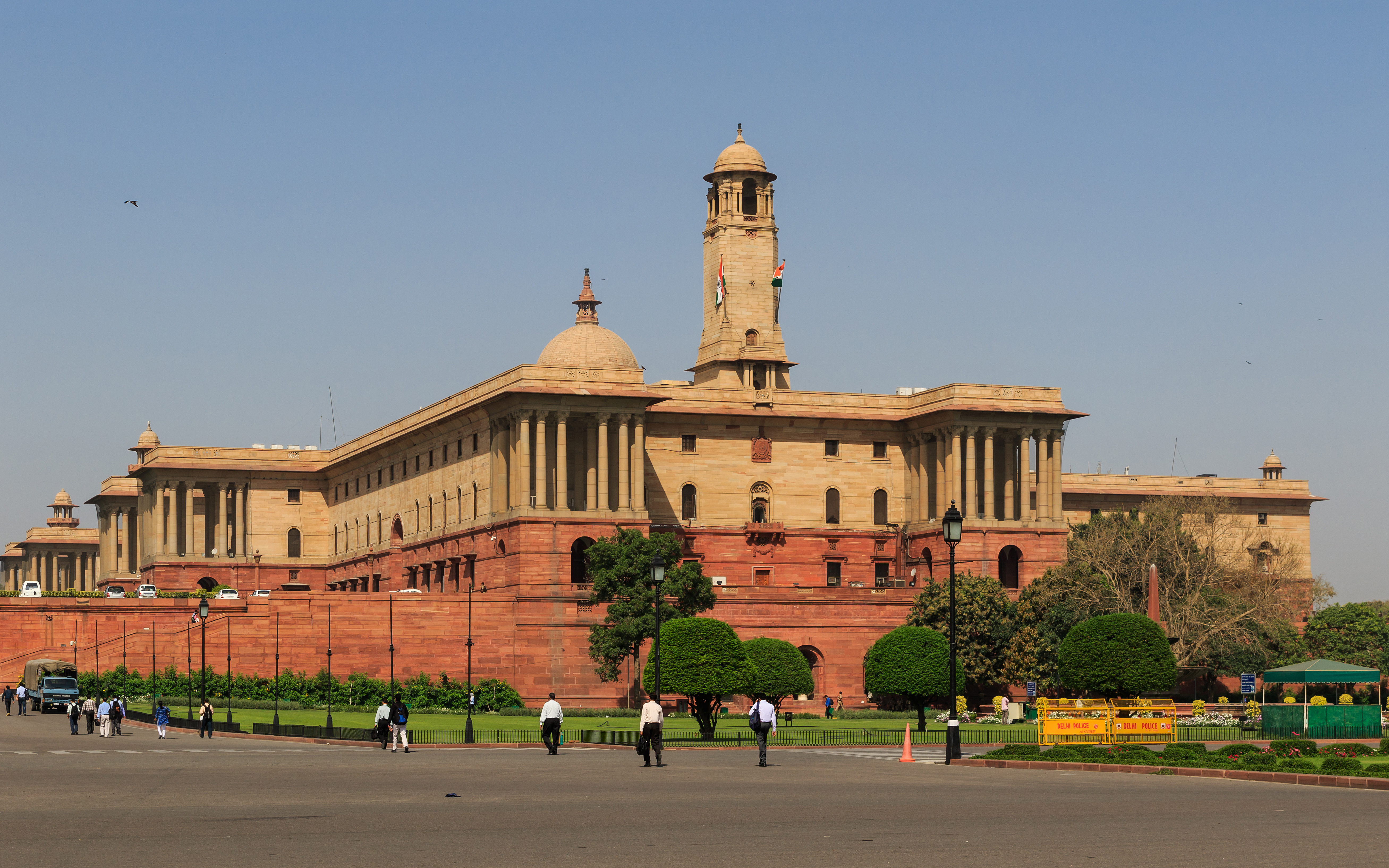
Regierungsgebäude in Neu-Delhi
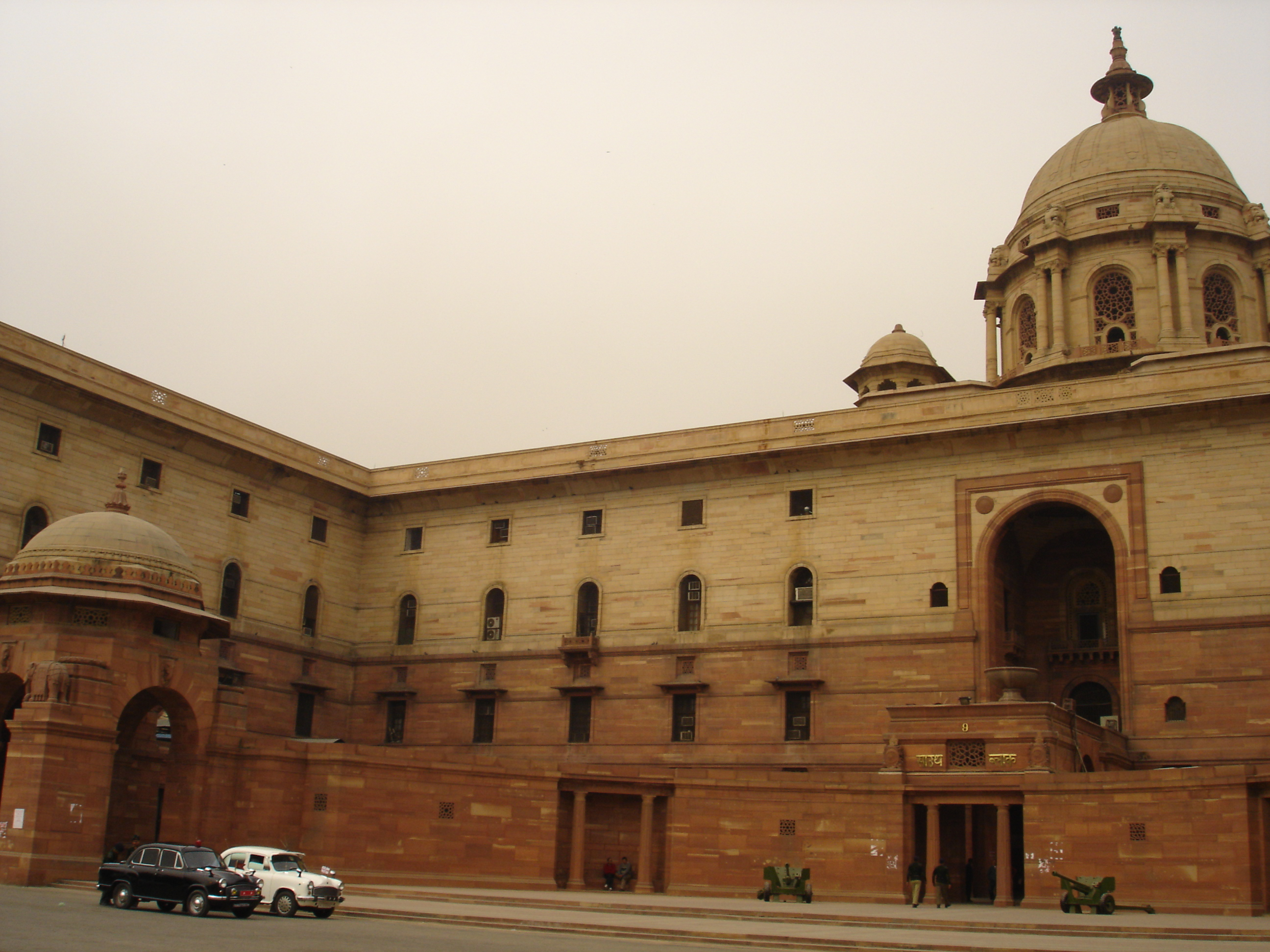
Präsidentenpalast in Neu-Delhi (vormals Sitz des englischen Vizekönigs in Indien)
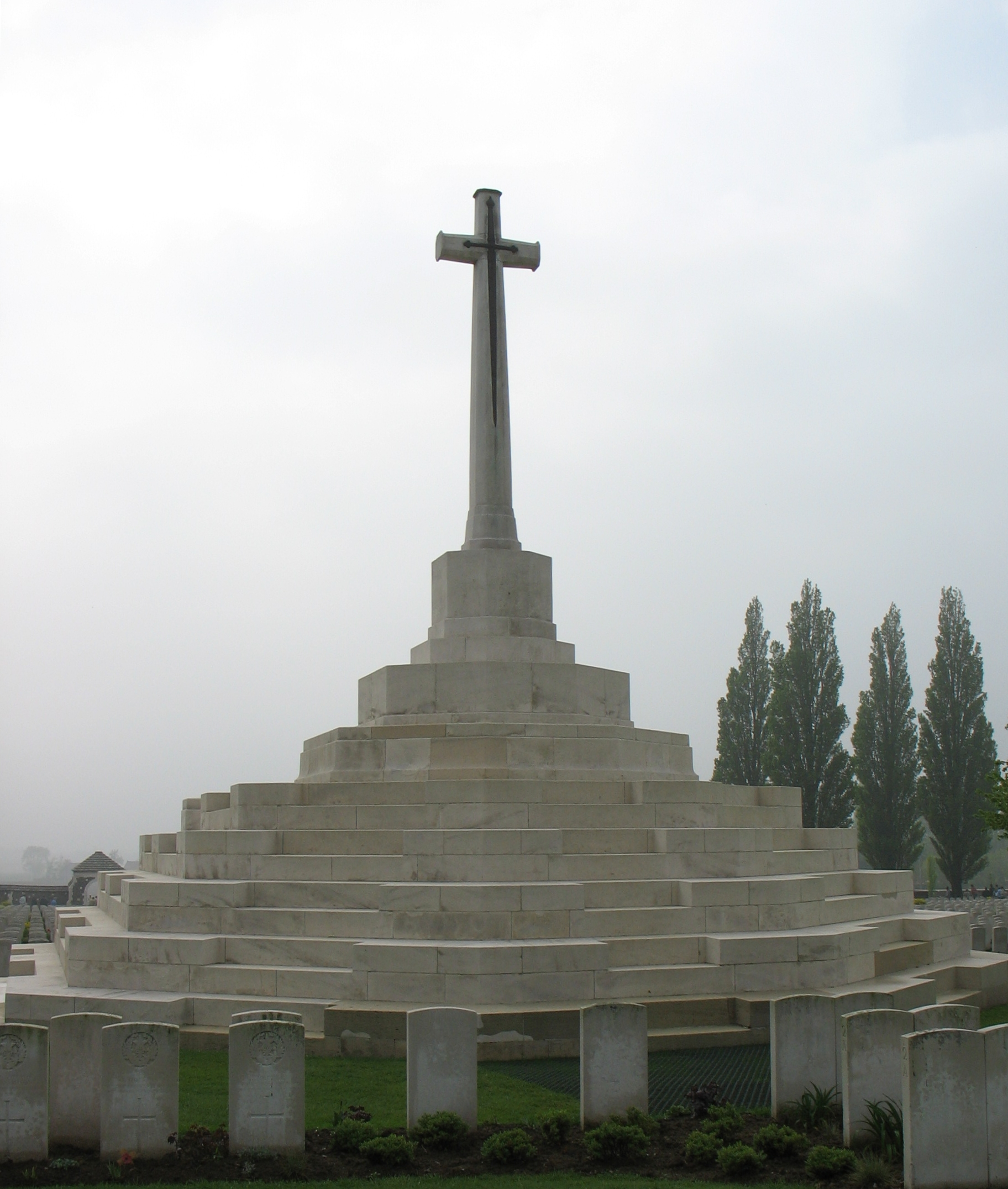
Cross of Sacrifice der Kriegsgräberstätte Tyne Cot Memorial bei Ypern. (Das Kreuz selbst wurde von Reginald Blomfield gestaltet.)